# Gene Reynolds
Gene Reynolds, született Eugene Reynolds Blumenthal (Cleveland, Ohio, 1923. április 4. – Burbank, Kalifornia, 2020. február 3.) hatszoros Primetime Emmy-díjas amerikai színész, producer, filmrendező, forgatókönyvíró.

## Fontosabb filmjei
- Stan és Pan Játékországban (Babes in Toyland) (1934)
- Az elfelejtett ember (Sins of Man) (1936)
- Thank You, Jeeves! (1936)
- Tengeri titánok (Captains Courageous) (1937)
- The Californian (1937)
- Thunder Trail (1937)
- Chicago, a bűnös város (In Old Chicago) (1938)
- Of Human Hearts (1938)
- A Hardy fiút szeretik a lányok (Love Finds Andy Hardy) (1938)
- The Crowd Roars (1938)
- Fiúk városa (Boys Town) (1938)
- The Spirit of Culver (1939)
- The Flying Irishman (1939)
- They Shall Have Music (1939)
- Bad Little Angel (1939)
- A kék madár (The Blue Bird) (1940)
- Edison, the Man (1940)
- A halálos vihar (The Mortal Storm) (1940)
- Gallant Sons (1940)
- Út Santa Fébe (Santa Fe Trail) (1940)
- Andy Hardy's Private Secretary (1941)
- The Penalty (1941)
- Adventure in Washington (1941)
- Junior G-Men of the Air (1942)
- The Tuttles of Tahiti (1942)
- Eagle Squadron (1942)
- Jungle Patrol (1948)
- The Big Cat (1949)
- 99 River Street (1953)
- Down Three Dark Streets (1954)
- Vidéki lány (The Country Girl) (1954)
- Toko-ri hídjai (The Bridges at Toko-Ri) (1954)
- Diane (1956)
- A szürke öltönyös férfi (The Man in the Gray Flannel Suit) (1956)